# Huáscar (navire)
Pour l'empereur inca qui a donné son nom au navire, voir Huascar.
Le Huáscar est un monitor construit en Grande-Bretagne pour la Marine péruvienne. Lancé en 1865, il participe au combat de Pacocha puis à la guerre du Pacifique. Peu après, à la bataille d'Angamos, il est capturé par la Marine chilienne où il reste en service jusqu'à la fin du XIXe siècle. Transformé en navire musée, il est ancré dans le port de Talcahuano.

## Conception

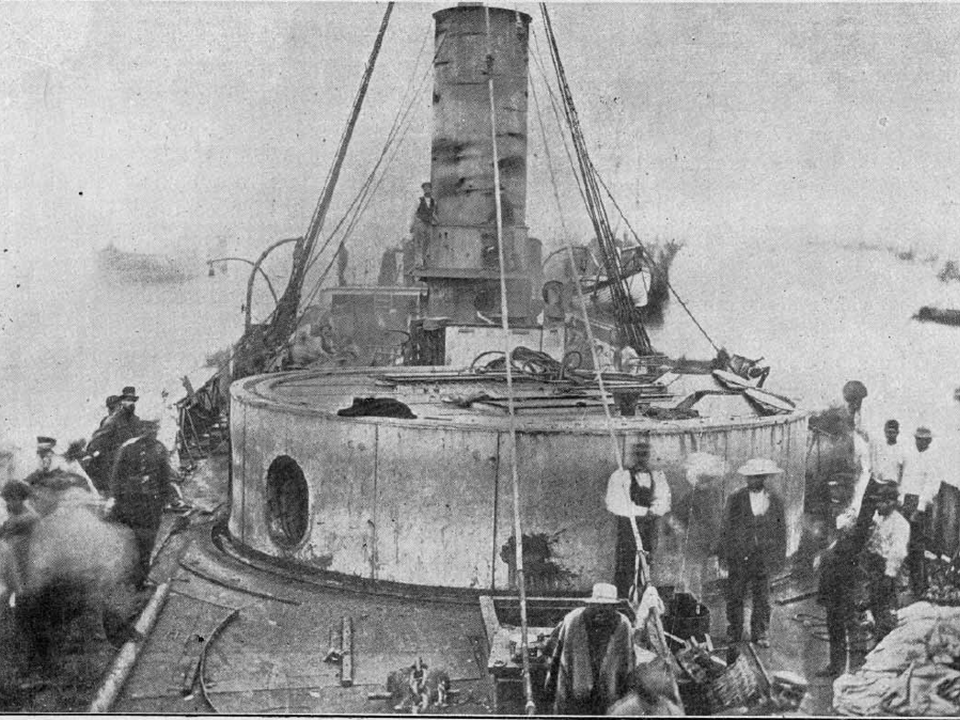
Tourelle d'artillerie

Le Huáscar est construit au chantier naval Laird à Birkenhead en Angleterre. Il est cuirassé, dispose d'un gaillard d'avant, d'un éperon, de deux mâts et d'une cheminée. Conçue par Cowper Phipps Coles, une tourelle blindée située au milieu du navire, abrite deux canons de 10 pouces de 12,5 tonnes à chargement par la bouche construits par Armstrong. Au milieu du navire, des sabords articulés peuvent être rabattus durant le combat.

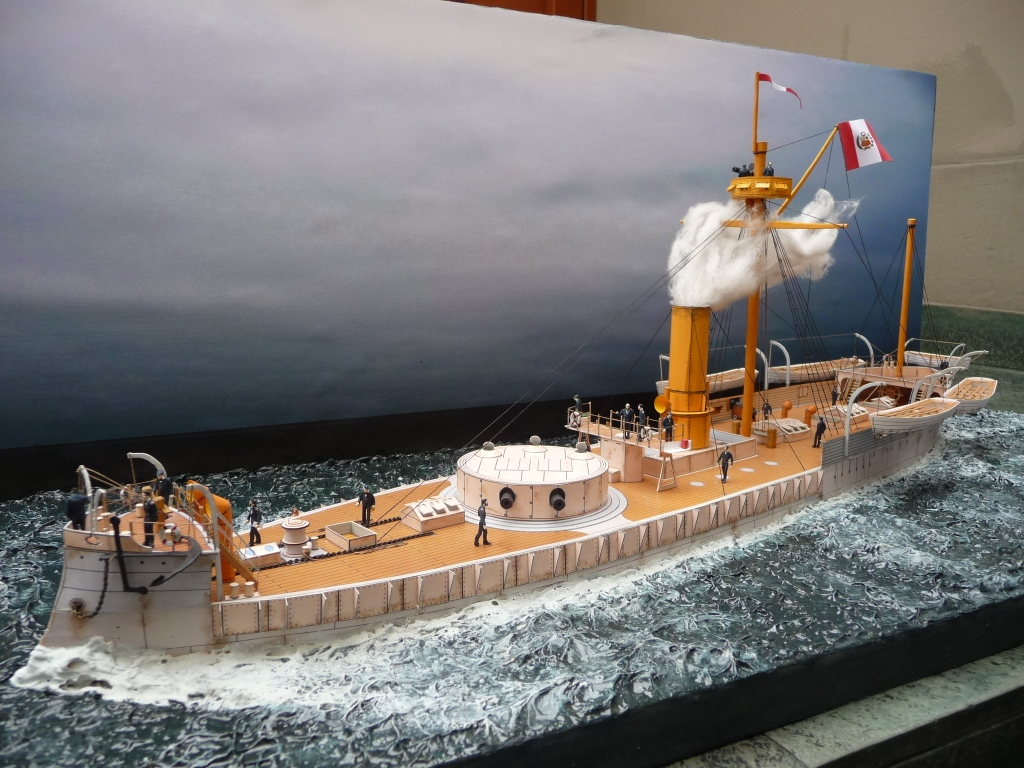
maquette du Huascar sous pavillon péruvien

Lors de sa capture par la Marine chilienne, le Huáscar est en piteux état. Sa tourelle est réarmée avec deux canons de 8 pouces à chargement par la culasse. Deux canons de 40 livres, deux canons de 57 mm et trois canons de 37 mm complètent son armement.

## Histoire

### Marine péruvienne
Le Huáscar arrive au Pérou lors d'une période de calme relatif. Ainsi, de nombreux navires de la Marine péruvienne sont en cours de retrait du service ou de démolition, et le Huáscar reste tranquillement ancré au port de Callao durant plusieurs années.

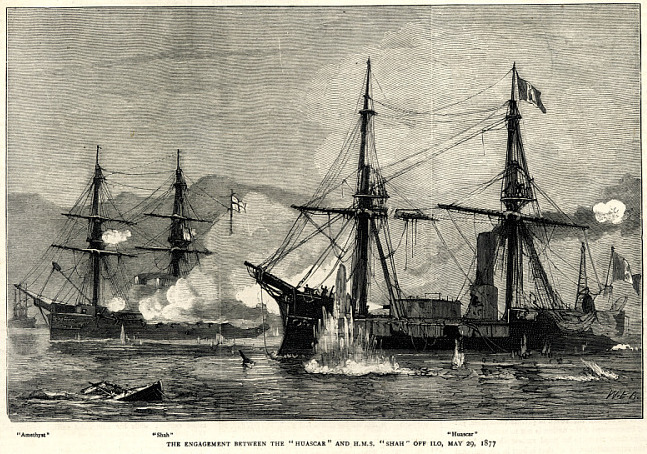
Engagement entre le Huascar et le HMS Shah à Ilo, le 29 Mai 1877

En 1877, des rebelles capturent le navire afin de mener des actions de sabotage contre le gouvernement du président Prado. Le 22, le chef de la rébellion, Nicolás de Piérola, hisse son pavillon à bord du navire. Le 28, le Huáscar bombarde le port de Pisagua, qui est pris temporairement par les rebelles. Le 29 mai, le monitor affronte deux navires de la Royal Navy lors du combat de Pacocha. Après avoir réchappé du combat, le navire entre dans le port d'Iquique afin de se rendre.
Deux ans plus tard, la guerre du Pacifique éclate entre le Pérou et le Chili. Aux ordres du capitaine Grau, le Huáscar entreprend seul la première bataille d'Antofagasta, puis la seconde bataille d'Antofagasta. Il participe victorieusement à la bataille navale d'Iquique, avant d'être capturé par la Marine chilienne durant la bataille d'Angamos, le 8 octobre 1879.

### Marine chilienne

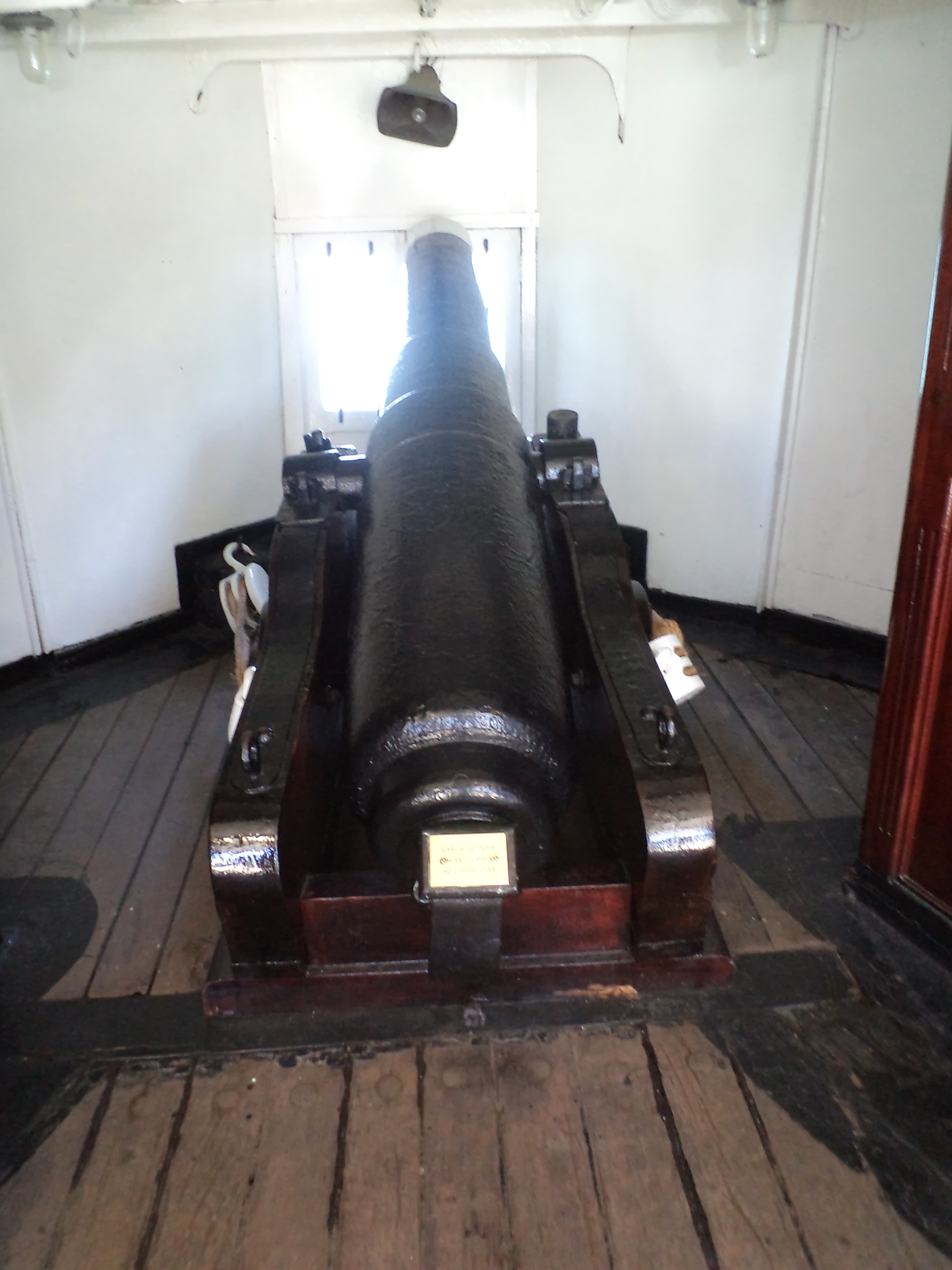
Canon du Monitor Huáscar

Après quelques réparations sommaires à Mejillones, le Huáscar fait route vers Valparaíso, où son équipage est chaleureusement accueilli par la population. Remis en état, le navire reprend du service dans la Marine chilienne, continuant à participer à la guerre du Pacifique, mais dans l'autre camp. En 1880, il participe ainsi au blocus du port d'Arica et à son bombardement, préliminaire à la bataille d'Arica.
En mai 1888, le Huáscar est désigné afin d'aller chercher les restes du capitaine Arturo Prat, tué lors de la bataille navale d'Iquique. Ses restes ainsi que ceux de deux de ses compagnons d'armes sont ramenés à Valparaíso, où ils sont enterrés en grande pompe lors d'une cérémonie présidée par le président Balmaceda.
Le 1er avril 1896, le monitor est à Valparaíso, de retour de réparations effectuées à Talcahuano. Malgré un voyage de retour qui démontre l'efficacité des améliorations apportées au navire, une des conduites de ses chaudières explose alors que le navire est à quai, tuant 14 marins, dont 2 ingénieurs. Le Huáscar est renvoyé à Talcahuano pour y subir de nouvelles réparations.
En 1905, une refonte est envisagée, au vu de l'âge et de l'obsolescence du monitor. Le but est de transformer le Huáscar en une canonnière moderne. Le projet est néanmoins annulé par le conseil naval le 15 juin.

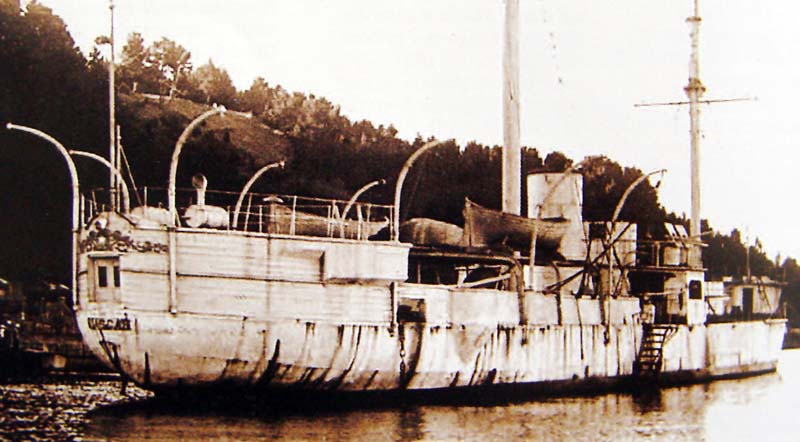
Le Huáscar dans les années 20

En 1917, il est transformé en ravitailleur de sous-marins afin d'accompagner les sous-marins de classe H récemment achetés aux Britanniques.

### Navire musée
En 1935, toujours amarré à Talcahuano, le Huáscar est repeint, armé de canons de salut, et ouvert au public. Depuis, il a subi deux importantes restaurations, l'une de 1951 à 1952 et l'autre de 1971 à 1972.